# 닌자라
닌자라(Ninjala)는 닌텐도 스위치에서 2020년 겅호 온라인이 발매한 대전 액션 게임이다. 애니메이션은 OLM에서 만들어 TV 도쿄 등에서 2022년 1월 8일부터 방영하고 있다. 대한민국에서는 대교어린이TV에서 같은 해 8월 2일부터 방영하고 있다.

## 한국어 녹음 목소리 출연
- 장민혁: 버튼
- 윤아영: 베레카
- 한신: 론
- 이새아: 제인
- 김현지: 반
- 안현서: 캇페이
- 이윤희: 루시
- 오로아: 에마
- 오인성: 겐운사이, 겐류사이
- 김훤: 알렌, 교장
- 차영희: 페기, 에이미
- 이이로: 고로, 껌지
- 황해준: 루크, 브루스

## 같이 보기
- 닌텐도 스위치
- 닌텐도 스위치 게임 목록